# Okuizumo
Okuizumo (japanska: 奥出雲町?, Okuizumo-chō) är en landskommun (köping) i Shimane prefektur i Japan. Kommunen bildades 2005 genom en sammanslagning av kommunerna Nita och Yokota.